# Vilém z Landštejna
Vilém z Landštejna († 1356) byl český šlechtic z rodu Landštejnů („pánů stříbrné růže“). Patřil vedle Jindřicha z Lipé, Petra z Rožmberka a Viléma z Valdeka k nejmocnějším českým pánům za vlády Jana Lucemburského. Později se stal věrnou oporou Karla IV.
Byl synem Vítka z Landštejna, po němž zdědil statky Třeboň a Landštejn, a dále získal Nové Hrady, Sviny, Lomnici a Hlubokou. V letech 1333–1336 byl jmenován královským podkomořím. V letech 1320–1340 zastával funkci zemského sudího, v období 1345–1351 byl moravským zemským hejtmanem a v letech 1351–1356 nejvyšším purkrabím. Jeho manželkou byla Eliška z Dubé, se kterou měl syny Jana, Viléma, Ojíře, Litolta, Vítka a Petra mnicha. Roku 1356 podlehl zraněním, která utrpěl v souboji se svým příbuzným Jindřichem z Hradce, s nímž vedl spor o průběh obchodní stezky z Podunají do českého vnitrozemí.

## Životopis
Vilém z Landštejna se narodil na konci třináctého století. Poprvé je doložen roku 1315, kdy potvrdil, že drží od kláštera Zlatá Koruna ves Dobruš. Jeho otcem byl Vítek z Landštejna, který se v roce 1307 vyznamenal při obraně Znojemského hradu před vojskem Fridricha Habsburského. Jméno Vilémovy matky není známo, ze sourozenců jsou zmiňováni Smil a Zbyněk.
Datum úmrtí Vilémova otce není přesně známo, ale naposledy byl zmíněn v roce 1311. V roce 1315 byl Vilém prokazatelně správcem landštejnského majetku a zdědil otcova panství. Později též získal Nové Hrady (po roce 1317 je zdědil po svých bratrancích Smilovi a Ojířovi z Nových Hradů, kteří zemřeli bez potomků), Lomnici, Hlubokou (v roce 1317 ji převzal do zástavy od krále Jana Lucemburského) a Sviny (roku 1327 je odkoupil od kláštera dominikánů v Sezimově Ústí a potomků Voka z Třeboně). Záhy se Vilém zařadil mezi nejmocnější pány českého království, neboť poté, co byl 26. listopadu 1315 zatčen Jindřich z Lipé, se spolu s Janem z Vartemberka významně podílel na jeho propuštění (17. dubna 1316) a byl tak vůdčí osobností vzpoury proti králi Janu Lucemberskému. Zemřel roku 1356 okolo svátku svatého Jiří.
Jeho manželkou (podle některých názorů až druhou) byla Eliška z Dubé, dcera Ondřeje z Dubé. Zůstalo po něm šest synů a dvě dcery: Jan, Vilém, Ojíř, Litold, Vítek a Petr (poslední dva byli při otcově smrti ještě nezletilí), Anežka a další dcera neznámého jména. Po otcově smrti, snad ještě před rokem 1358, si Vilémovi synové zděděné statky rozdělili. Jan obdržel polovici panství Třeboňského, Vilém patrně dostal finanční hotovost a nějakou dobu snad držel Lomnici, Ojíř dostal polovinu Svin, Lomnici, Bystřici a Lutovou, Ojíř a Vítek drželi roku 1358 Lomnici a Sviny společně. Vítek prodal roku 1359 polovici Svin, Litold převzal Landštejn s Bystřicí, druhou polovinu Třeboně, vsi Suchdol a Šalmanovice, Vítek měl Nové Hrady, Borovany a polovinu Svin, roku 1369 byl pánem na Ledenicích a roku 1379 získal Lipnici. Petr se stal mnichem a pravděpodobně rovněž dostal nějakou finanční náhradu. Téměř všechno dědictví však postupně rozprodali.